# Aplocheilus parvus
Aplocheilus parvus är en fiskart som först beskrevs av Sundara Raj, 1916.  Aplocheilus parvus ingår i släktet Aplocheilus och familjen Aplocheilidae. Inga underarter finns listade i Catalogue of Life.